# Sarıkent, Şefaatli
Sarıkent là một thị trấn thuộc huyện Şefaatli, tỉnh Yozgat, Thổ Nhĩ Kỳ. Dân số thời điểm năm 2010 là 741 người.